# Ingénieurs sans frontières (Cameroun)
Ingénieurs sans frontières (ISF) Cameroun est une association à but non lucratif fondée en 2003  au Cameroun. Association d'appui au développement, Ingénieurs sans frontières - Cameroun a pour mission de promouvoir le développement humain à travers l'accès à la technologie, le partage des informations et expériences techniques, la mise en œuvre de projets d’ingénierie respectant l’environnement, économiquement durables et socialement adaptés, et le développement de partenariats et de synergies dans le domaine de l'ingénierie.

## Historique
Créée en 2003, Ingénieurs sans frontières (Cameroun) regroupe une centaine de membres et sympathisants issus de différentes écoles d’ingénierie du Cameroun.  
Depuis sa création, l'association a été dirigée par: 
- 2003: Emilienne Lionelle Ngo Samnick[3]
- 2006: Élisabeth Basemeg Kihel [4]
- 2009: Dénis Sie Mahonghol
- 2015: Jean Merlin Etobe [5]

## Actions
Membre du réseau  Engineers Without Borders International (en), ISF Cameroun mène ses actions dans les domaines de la gestion des savoirs, du développement local, de la gestion des ressources naturelles, et de l’information et la communication pour le développement.  
- En 2005, ISF Cameroun organise une campagne sur l'entrepreneuriat des jeunes ruraux du Cameroun[6] et coordonne la mobilisation de la jeunesse camerounaise pour le Sommet mondial pour la Société de l'information[7].
- En 2009, une étude scientifique menée par ISF Cameroun sur la vulgarisation de la construction des biodigesteurs pour produire du gaz domestique et du compost organique sur les fermes familiales est primée par un consortium d'institutions internationales (ATPS, CTA, AGRA, FARA, NEPAD et RUFORUM)[8].
- Depuis 2011, elle développe une activité éditoriale et organise des formations et des missions d’assistance technique[1]. Plusieurs guides pratiques telles que celle sur le bananier plantain[9] ou le rotin sont citées dans le cadre des recherches scientifiques.
- En 2015, ISF Cameroun lance le concours national d’excellence « graines d’ingénierie »[1],[10]. La même année, ISF Cameroun, noue un partenariat avec Ingénieurs sans frontières France pour réfléchir sur « l'évolution des métiers des agronomes du conseil vers l'accompagnement »[11] et anime les débats du Festival Alimenterre 2015[12].
- En 2017, EWB Sweeden avec l'appui d'ISF Cameroun lance l'initiative "Computers for Schools" (Ordinateurs pour les écoles) en faveur des écoles pilotes de Bandja et Tatum au Cameroun[13].
- En 2019, l'Association ISF Cameroun met en œuvre, dans le cadre de l'initiative Objectif 2030, le projet "Appui à la transition agroécologique des exploitations familiales agricoles" dans la localité de Sackbayémé[14].

## Temps forts
- 2003 : Création.
- 2011 : Lancement en partenariat avec le Centre technique de coopération agricole et rurale (CTA) de la collection d'ouvrages pratiques en français[15] et en anglais[16], intitulée PRO-AGRO.
- 2015 : Lancement du concours national d’excellence « graines d’ingénierie »[1].